# If Wishes Came True
If Wishes Came True ist ein Lied von Sweet Sensation aus dem Jahr 1990, das von Deena Charles, Russ DeSalvo und Robert Steele geschrieben wurde. Es erschien auf dem Album Love Child und wurde von Steve Peck produziert.

## Geschichte
Die Albumversion des Songs beginnt mit Streichern und einem Gitarrensolo, dann hört man einen Synthesizer, danach folgt ein kraftvolles E-Gitarrensolo und ab dann beginnt der Gesang. In der geschnittenen Fassung des Liedes sind die Streicher und das Gitarrensolo nicht vorhanden. Mit If Wishes Came True, einer Powerballade, beschritt die Girlgroup einen neuen Weg, da sie zuvor nur Songs der Musikrichtung Latin Freestyle hervorbrachte. Die Veröffentlichung war am 14. Juni 1990.
Laut Billboard Book of Number One Hits weinten die Mitglieder tagelang, nachdem sie erfuhren, dass sie mit dem Lied die Spitze der Billboard Hot 100 erreichten. In Billboards Liste 100 Greatest Girl Group Songs of All Time erreichte dieser dieses Lied Platz 87.

## Musikvideo
Das Musikvideo wurde in New York City und in einem Filmstudio gedreht, in dem auch die Mitglieder von Sweet Sensation zu sehen sind. In den New York City-Szenen sieht man Betty LeBron im Regen stehen und diese schwelgt sehnsüchtig von den Zeiten mit ihrem Ex-Freund im Clip.

## Chartplatzierungen
| ChartsChartplatzierungen       | Höchstplatzierung | Wochen |
| ------------------------------ | ----------------- | ------ |
| Vereinigte Staaten (Billboard) | 1 (20 Wo.)        | 20     |

| ChartsJahrescharts (1990)      | Platzierung |
| ------------------------------ | ----------- |
| Vereinigte Staaten (Billboard) | 25          |

## Coverversionen
- 1993: James Ingram